# Spillage Village
Spillage Village es un colectivo musical estadounidense formado en Atlanta, Georgia en 2010. El grupo está compuesto por raperos, cantantes y productores, y fue fundado por los miembros de EarthGang. Spillage Village estaba compuesto principalmente por cinco miembros iniciales con una base dividida tanto en Atlanta como en Baltimore.

## Historia

### 2010-2015: formación y comienzos
Spillage Village fue fundado por Olu (también conocido como Johnny Venus) y WowGr8 (también conocido como Doctur Dot) de EarthGang, quienes reclutaron al rapero JID durante sus estudios en la Universidad de Hampton. Poco después se unieron los hermanos Hollywood JB y Jurdan Bryant. Doctur Dot y Johnny Venus se acercaron a JID tras escuchar su primer mixtape en 2010. El resto del grupo también llegó a Spillage Village a través de conexiones que incluían al productor Hollywood JB, quien conoció a Doctur Dot en una fiesta pública. Su primera compilación como colectivo, Bears Like This, fue lanzado de forma independiente el 2 de febrero de 2014. El álbum fue un proyecto exclusivo entre los cinco miembros iniciales de Spillage Village, sin colaboraciones de artistas externos. Más tarde en 2014, anunciaron que la cantante Mereba se había unido al colectivo, junto con 6LACK quien solía vivir en la casa de EarthGang. Un año después, Spillage Village siguió con su segunda compilación, Bears Like This Too el 6 de julio de 2015, que incluía a 6LACK y a OG Maco.

### 2016-2019: aumento de la popularidad y afiliación a Dreamville
El 29 de julio de 2016, el noveno álbum de estudio de DJ Khaled, Major Key, incluyó una pista producida por Hollywood JB titulada "Jermaine's Interlude" con J. Cole y EarthGang. La canción se lanzó más tarde como un sencillo de Spillage Village llamado "Can't Call It" el 8 de noviembre de 2016. El grupo lanzó su tercera compilación Bears Like This Too Much el 2 de diciembre de 2016, que resultó ser su primer gran éxito como colectivo. Fuera de los cinco miembros iniciales de Spillage Village, el álbum contó con solo tres artistas externos: J. Cole, Bas y Quentin Miller. La producción fue de una variedad de colaboradores, incluidos Mac Miller, Childish Major, J. Cole y Hollywood JB. Al describir los álbumes, EarthGang dijo: "Es la tercera parte de la saga. Usamos estos proyectos de 'Bears' como puntos de control, marcadores de tiempo. El primero salió cuando empezamos a joder con estos sonidos. El segundo vino cuando habíamos estado de gira y aprendido un poco. En este punto, hemos estado en giras y tenemos muchas otras cosas en las que hemos estado trabajando".
En 2017, se anunció que JID y EarthGang firmaron con Dreamville Records. JID, EarthGang, Mereba, 6lack y Hollywood JB hicieron una aparición en el álbum recopilatorio de Dreamville Revenge of the Dreamers III.

### 2020: Spilligion
En marzo de 2020, Spillage Village anunció su cuarto álbum colectivo, Spilligion. También anunciaron la incorporación de Benji, quien es hermano del productor Christo, al grupo. Benji colaboró con EarthGang durante la gira "Welcome to Mirrorland" y fue invitado a trabajar en el álbum. Spilligion se lanzó el 25 de septiembre de 2020 y fue apoyado por tres sencillos: "End of Daze", "Baptize" y "Hapi". El álbum incluye apariciones especiales de Ant Clemons, Ari Lennox, Buddy, Chance the Rapper, Masego, Lucky Daye y Big Rube. La producción estuvo a cargo de Olu, Benji, Christo y Hollywood JB, entre otros.

## Estilo musical
Spillage Village incorpora muchos géneros en su música, como el neo soul y elementos del rap sureño. El colectivo ha sido comparado favorablemente con grupos como Dungeon Family, Soulquarians, Native Tongues y Fugees con "combinaciones de diversas corrientes, trap, folk, jazz y voces etéreas" que ha desarrollado un sonido propio.

## Miembros
- EarthGang (2010–presente)
  - Olu – Voz (2010–presente), producción (2020–presente)
  - Doctur Dot – Voz (2010–presente)
- JID – Voz (2010–presente)
- Hollywood JB – Voz, producción (2010–presente)
- Jurdan Bryant – Voz (2010–presente)
- Mereba – Voz (2014–presente)
- 6lack – Voz (2014–presente)
- Benji – Voz, producción (2020–presente)

## Discografía

### Álbumes
| Título                           | Detalles | Posición más alta |
| Título                           | Detalles | Estados Unidos    |
| -------------------------------- | --- | ----------------- |
| Bears Like This                  | - Lanzamiento: 2 de febrero de 2014 - Discográfica: Spillage Village - Formato: descarga digital                        | —                 |
| Bears Like This Too              | - Lanzamiento: 6 de julio de 2015 - Discográfica: Spillage Village - Formato: descarga digital                          | —                 |
| Bears Like This Too Much         | - Lanzamiento: 2 de diciembre de 2016 - Discográfica: Spillage Village - Formato: descarga digital                      | —                 |
| Spilligion (con JID y EarthGang) | - Lanzamiento: 25 de septiembre de 2020 - Discográfica: Dreamville, Interscope, SinceThe80s - Formato: descarga digital | 141               |